# Lovsjungen Herran, som allt gott oss täckes
Lovsjungen Herran, som allt gott oss täckes är en psalm med sex 5-radiga verser av Gerhard Tersteegen

## Publicerad som
- Tredje sången i Lilla Kempis. Korta Språk och Böner, till uppbyggelse för de enfaldiga. 4:e upplagan, 1876.